# Cumbre Sudamericana
Cumbre Sudamericana  fue el nombre que se le dio a las tres reuniones bienales de los doce presidentes de Sudamérica celebradas entre el año 2000 y 2004 para acordar políticas de integración regional y temas de interés para la región. Estas cumbre fueron reemplazadas desde el 2004 por las denominadas "Cumbres de Jefes de Estado y Cancilleres de la Comunidad Sudamericana de Naciones" de la cual surgiría la Unión de Naciones Sudamericanas.

## Cumbres Sudamericanas
- I Cumbre – 31 de agosto al 1 de septiembre de 2000 en Brasilia, Brasil. Creación de la Iniciativa de Integración Regional Sudamericana (IIRSA),
- II Cumbre – 26-27 de julio de 2002 en Guayaquil, Ecuador. Firma del Consenso de Guayaquil.
- III Cumbre – 8-9 de diciembre de 2004 en Cuzco y Ayacucho, Perú. Firma de la Declaración de Cuzco. Se establece la Comunidad Sudamericana de Naciones. Contando con la participación de México y Panamá como observadores.